# SLAP損傷
SLAP損傷（スラップそんしょう、superior labrum anterior and posterior lesion）とは、肩関節のスポーツ障害のひとつ。関節唇の上腕二頭筋腱付着部が剥離あるいは断裂する。上方肩関節唇損傷ともいう。

## 概要
肩関節は球関節に分類される。上腕骨の端の球状の部分（上腕骨頭）が肩甲骨の凹み（関節窩）にはまり、広い可動域をもっている。ただし、上腕骨頭にくらべて肩甲骨関節窩は小さく浅いため、それを補うためのリング状の組織が関節窩の周囲に存在する。これが関節唇である（関節唇は股関節にも存在する）。
SLAP損傷は肩関節の関節唇の損傷である。

## 発生機序
いろいろな原因で発生する。野球では投球動作のコッキングで発生しやすいとされている。外傷にともなうケースでは、腕を伸ばした状態で手を衝いたり、格闘技で腕を引っ張られて損傷するなどの例がある。